# Believe Acoustic
Believe Acoustic es el segundo álbum de acústicos del cantante canadiense Justin Bieber, lanzado el 29 de enero de 2013. El álbum contiene versiones acústicas de canciones de su trabajo anterior, Believe de 2012, además de nuevas canciones. El álbum fue confirmado por el canadiense el 8 de diciembre de 2012. La canción I Would es una balada del estilo neo soul.

## Lista de canciones
| N.º | Título                                         | Escritor(es)                                                              | Productor(es)                  | Duración |  |
| 1.  | «Boyfriend» (Versión Acústica)                 | Mike Posner, Mason Levy, Matthew Musto, Justin Bieber                     | Bieber, Dan Kanter             | 3:07     |  |
| 2.  | «As Long as You Love Me» (Versión Acústica)    | Darkchild, Andre Lindal, Sean Anderson                                    | Bieber, Dan Kanter             | 3:41     |  |
| 3.  | «Beauty and a Beat» (Versión Acústica)         | Max Martin, Nicki Minaj, Zedd, Savan Kotecha                              | Bieber, Dan Kanter             | 2:24     |  |
| 4.  | «She Don't Like the Lights» (Versión Acústica) | Darkchild, Andre Lindal, Tiyon Mack, Justin Bieber                        | Bieber, Dan Kanter             | 3:35     |  |
| 5.  | «Take You» (Versión Acústica)                  | Justin Bieber, Dan Kanter                                                 | Bieber, Dan Kanter             | 2:59     |  |
| 6.  | «Be Alright» (Versión Acústica)                | Justin Bieber, Dan Kanter                                                 | Bieber, Dan Kanter             | 3:30     |  |
| 7.  | «All Around the World» (Versión Acústica)      | Nasri, Justin Bieber, Adam Messinger, Nolan Lambroza, Christopher Bridges | Bieber, Dan Kanter             | 2:36     |  |
| 8.  | «Fall» (En vivo)                               | Justin Bieber, Jacob Lutrell                                              | Bieber, Dan Kanter             | 3:40     |  |
| 9.  | «Yellow Raincoat»                              | Justin Bieber                                                             | Bieber, Tom Strahle            | 3:44     |  |
| 10. | «I Would»                                      | Justin Bieber                                                             | Aaaron Michael Cox, Da Internz | 3:47     |  |
| 11. | «Nothing Like Us» (Bonus Track)                | Justin Bieber, Nick J. Jonas                                              | Bieber                         | 3:19     |  |

## Lista de posiciones
| Lista (2013)          | Posición máxima |
| --------------------- | --------------- |
| CAPIF                 | 1               |
| Aria Charts           | 2               |
| Billboard Brasil      | 1               |
| Canadian Hot 100      | 1               |
| MegaCharts            | 4               |
| Magasz                | 16              |
| Irish Album Charts    | 4               |
| Top 100 México        | 1               |
| RIANZ                 | 2               |
| Polish Music Charts   | 9               |
| Scottish Albums Chart | 5               |
| UK Albums Chart       | 5               |
| Billboard 200         | 1               |